# Lejowe Banie

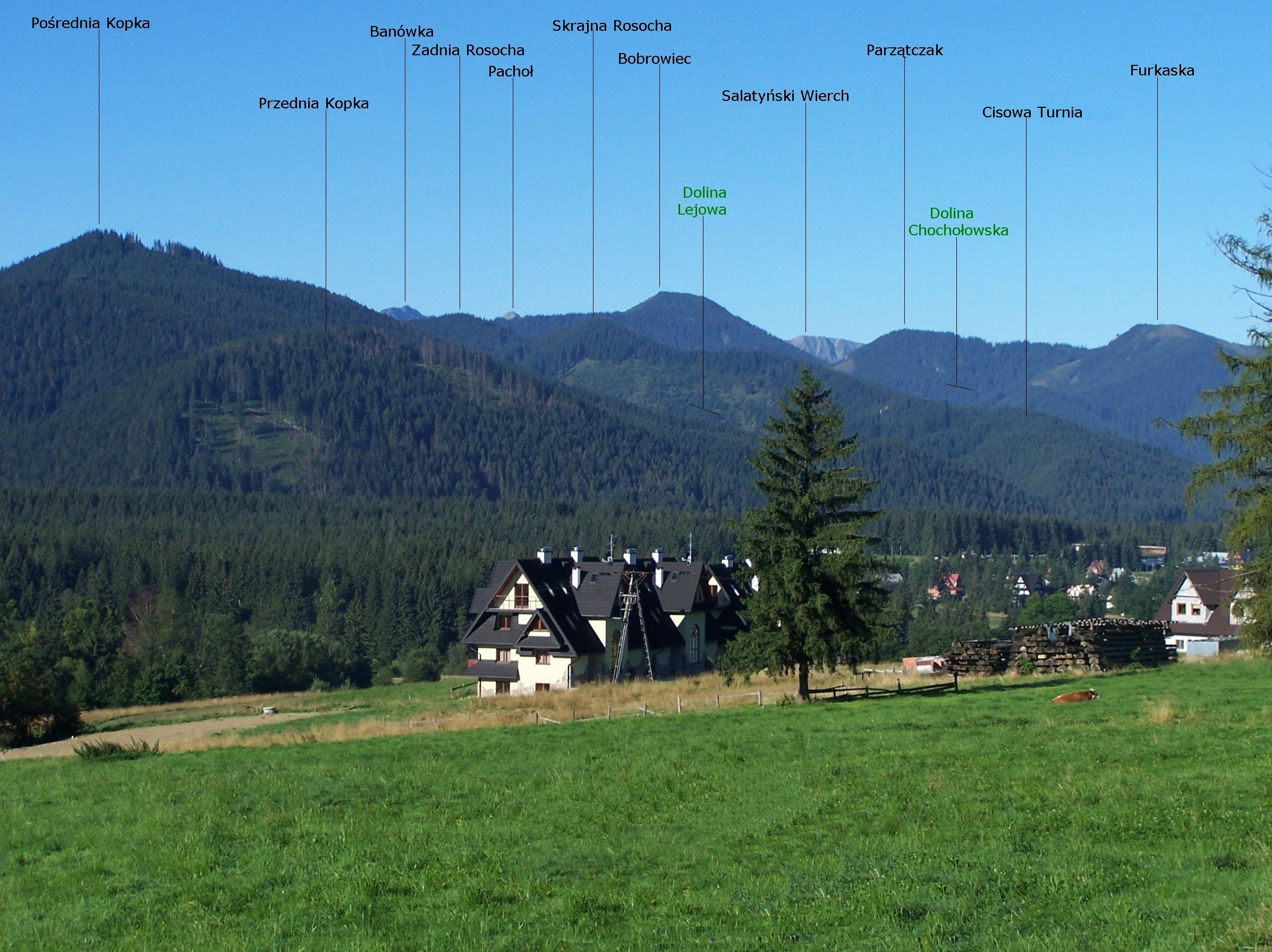
Lejowe Banie znajdowały się na widocznych na zdjęciu stokach Skrajnej Rosochy

Lejowe Banie – dawne kopalnie rud pod wierzchołkiem Skrajnej Rosochy (1262 m) w polskich Tatrach Zachodnich. Znajdowały się na wschodnich, opadających do Doliny Lejowej stokach Skrajnej Rosochy. Prowadzono w nich w XIX wieku wydobycie ubogich rud, przerwano je jednak z powodu nieopłacalności ekonomicznej.
Renata Jach, która w 2002 badała te kopalnie, stwierdziła obecność dwóch, słabo już widocznych sztolni na wysokości 1240 i 1250 m n.p.m. W niżej położonej, mającej długość 5,5 m prawdopodobnie wydobywano rudy manganu. W górnej znalazła ślady po świdrach mechanicznych i drewnianą obudowę sztolni. Prawdopodobnie sztolnia ta została wykonana lub przynajmniej częściowo powiększona przez ekipę Romana Krajewskiego, który w 1954 prowadził tutaj prace poszukiwawcze. Jach znalazła także stare hałdy płonego urobku i ślady szurfu wzdłuż odkrytej warstwy rudonośnej.